# 彗星結

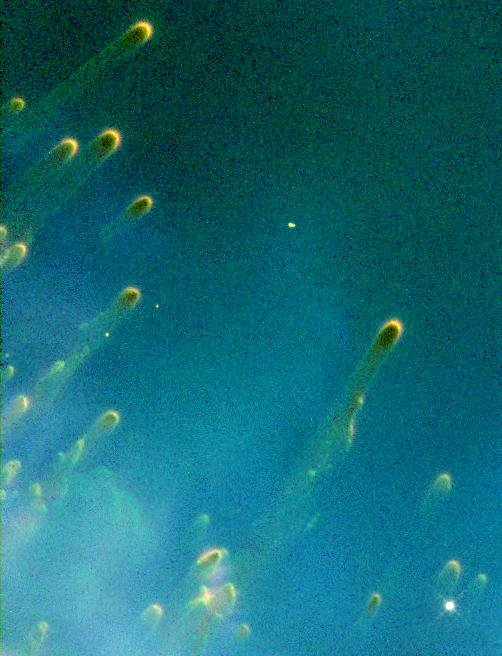
螺旋星雲中的彗星結。

彗星結，也被稱為球狀體，是在附近的行星狀星雲（PNe），包括螺旋星雲（NGC 7293）、環狀星雲（NGC 6720），啞鈴星雲（NGC 6853）、愛斯基摩星雲（ng 2392）和視網膜星雲（IC 4406）中觀察到的結構。它們被認為是行星狀星雲演化的共同特徵，但只能在最近的例子中解析出來。它們的大小通常比太陽系大（即冥王星的軌道），但質量約為太陽質量的0.00001，與地球的質量相當。在螺旋星雲中就大約有40,000個彗星結。
在光學波長下，這些結被視為「緻密、多塵的分子球的電離表皮」，形成新月形的頭部，被電離並被中心恆星照亮，帶有拖尾輻條或尾部。在氫和一氧化碳的分子數據中，彗星結的尾部被觀察到是高度分子化的。球狀體中心的密度至少是流經它周圍物質的1,000倍。其外觀類似於背對恆星的彗星的尾巴，但彗星是固體，總體大小和質量都要小得多。
位於中心恆星附近和遠處的球狀體呈現出不同的特徵。在螺旋星雲近側的彗星結，中心塵埃球因為吸收了星雲外殼中發出的[OIII5007埃的光，在背景下看起來都很暗。那些在遠側的不阻擋該光源，因此不具有這種黑暗的外觀。此外，靠近中心恆星的球狀體似乎有一個明顯拖曳的尾，而位於更遠的球狀體則沒有這種明確的尾。
行星狀星雲中彗星結的起源仍然未知，有待積極地繼續研究。現時也還不清楚它們是在漸近巨星支（AGB）階段產生的，並以某種管道在AGB-PN躍遷中倖存下來，還是在恆星已經成為行星狀星雲才產生的。後一種情况意味著，在某個時刻，行星狀星雲宿主的條件會觸發其星雲包膜中分子團的形成。因此，瞭解彗星結的形成和演化不僅有助於深入瞭解行星狀星雲宿主的物理性質，而且有助於更詳細地瞭解中低質量恆星的演化。

## 與其它光蒸發流的關係
彗星結是一種電離的光蒸發流，其特徵是與行星狀星雲有關，但從獵戶座星雲等H II區中已知其它幾種類型的光蒸發流（電離原行星盤、彗星球、象鼻管和香檳流）。彗星結被描述為比其它種類更以平流為主，這些種類以重組為主或以塵埃為主。這種區別可以根據「光蒸發流內的動態電離平衡」的公式來進行， F* ≈ μn0 + αn02h。此處的F*是「入射到流外部的電離光子通量」，μ是「流的初始速度」，α是「複合係數」，n0是「流中的峰值電離密度」，和h大約是0.1 r0，是「流的有效厚度」。在以平流為主的流動中，「μn0」大於「αn02h」，並且大多數入射光子到達電離前沿並電離新鮮氣體。在其它流中，大多數光子無法到達電離前沿，而是在流中平衡重組。

## 在更遠對象中的報告
有幾種結構被描述為圍繞北冕座R的彗星結或彗星球，這是一顆特殊的恆星，被描述為可能是白矮星合併或最終氦殼層閃光的結果，由於周圍碳塵的堆積，氦殼層閃光會週期性變暗，起到「自然日冕儀」的作用。
NGC 6337是一個有著緊密雙星核的行星狀星雲，其三維建模表明存在一個「帶有徑向細絲和結的厚環」。彗星結代表了緩慢膨脹的環面中的大密度波動。

## 圖集

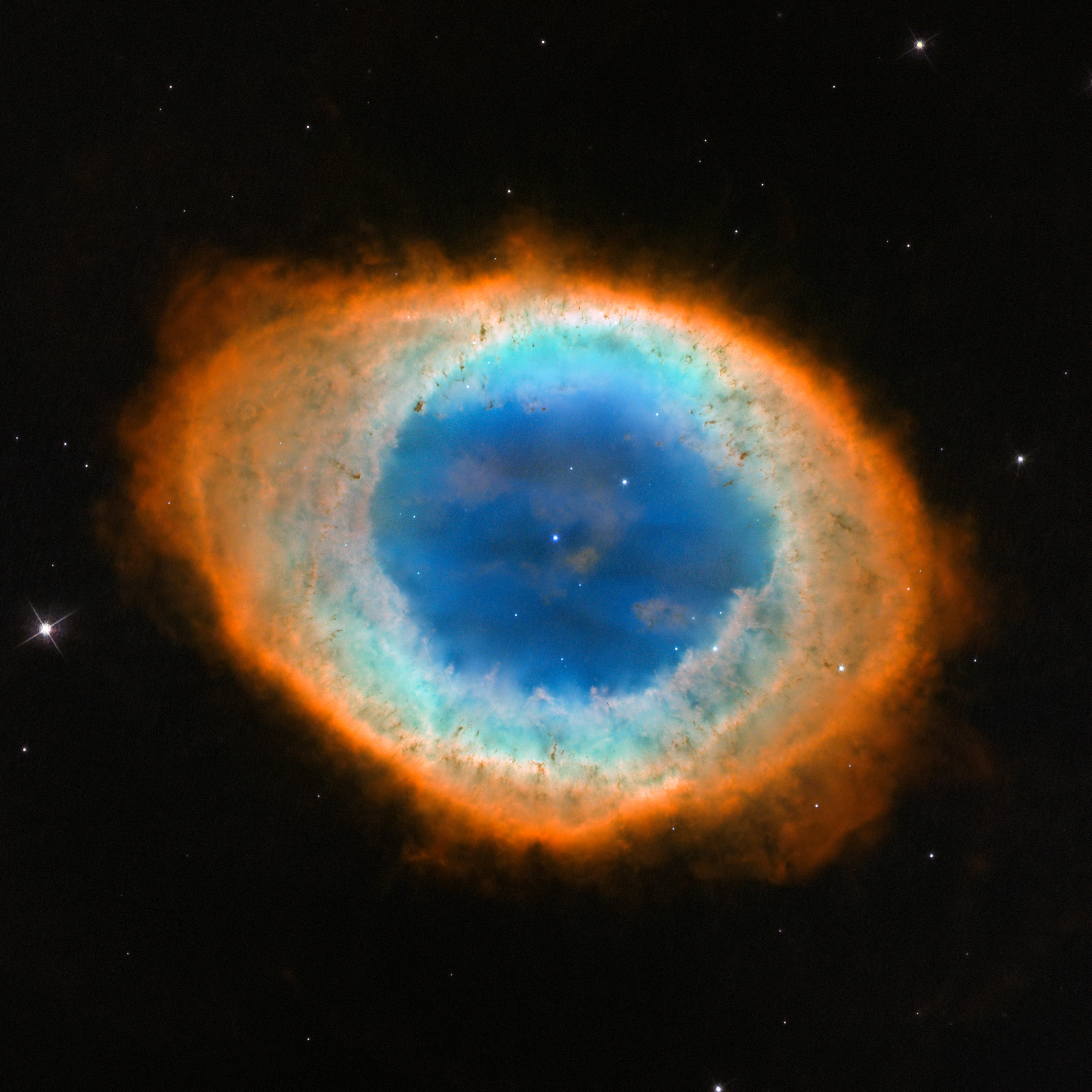
環狀星雲M57
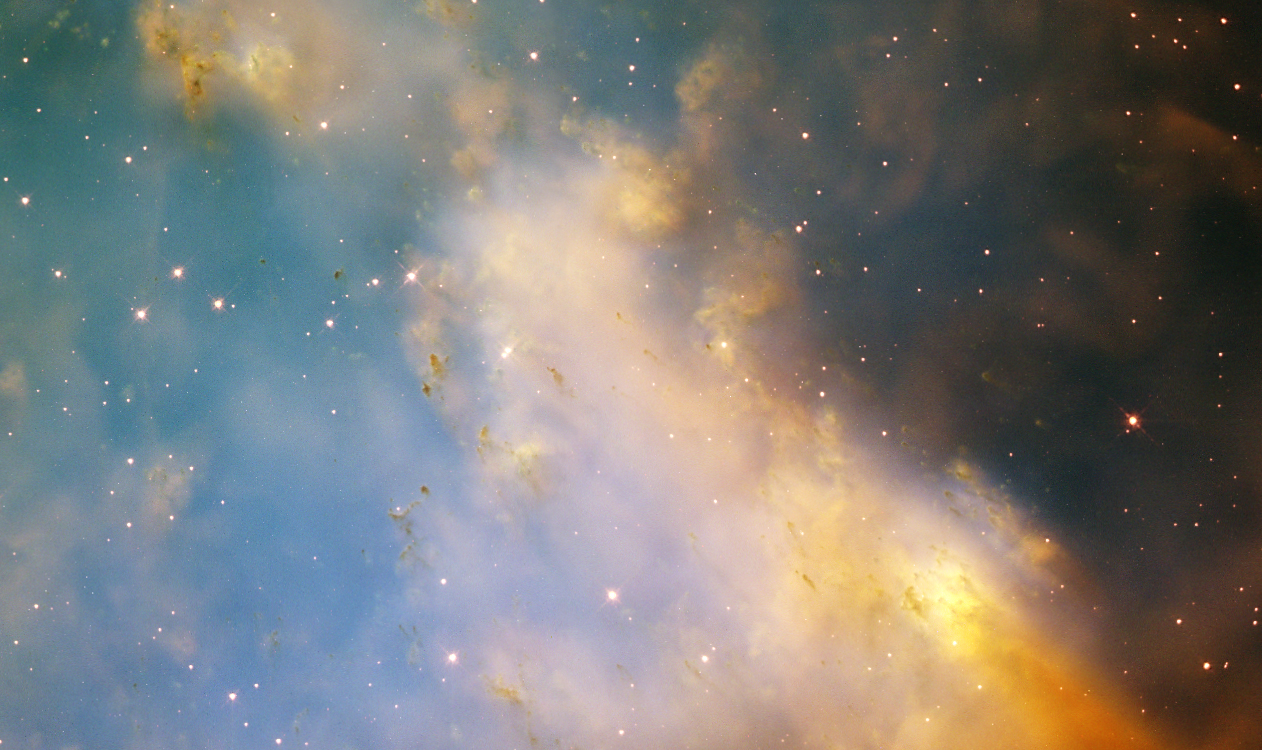
啞鈴星雲中的結
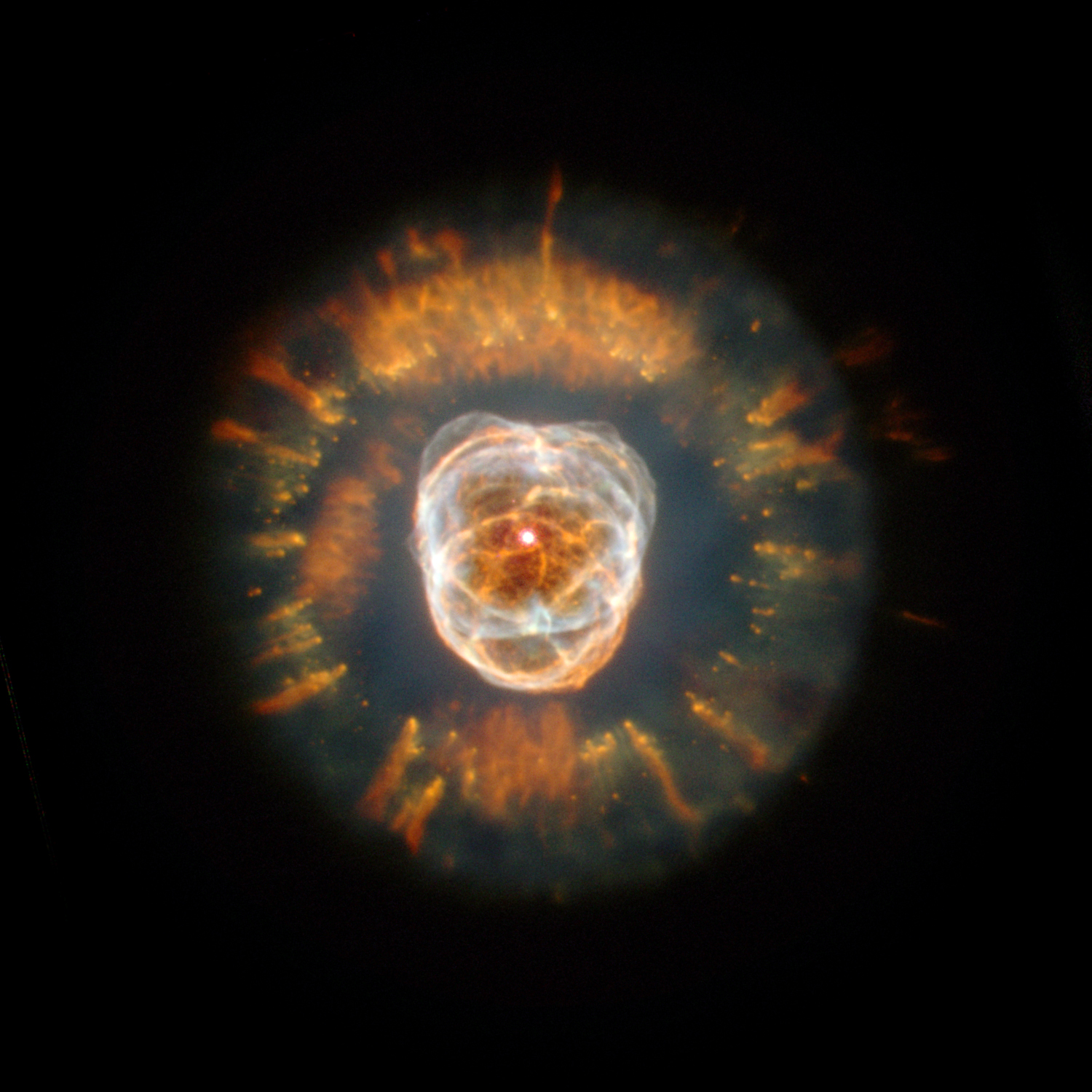
愛斯基摩星雲